# Nisvai
La langue nisvai est une langue océanique parlée dans le sud-est de Malekula, au Vanuatu, par environ 200 personnes,,. Ces locuteurs sont réparties au sein des villages de Renivier, Levetbao, Blacksand et Azuk. Comme pour de nombreuses langues de la région, le terme employé usuellement pour nommer la langue signifie «quoi».
Parmi les langues présentent autour du nisvai, citons notamment : la langue de Port Sandwich, le nasvang, le sörsörian, l'axamb et l'avok.
Charpentier note que la population des locuteurs est en augmentation, car bien qu'elle ne soit pas importante, il avait recensé en 1980 une vingtaine de locuteurs.